# Назар, Сильвия
Сильвия (Зульфия) Назар (англ. Sylvia Nasar; 17 августа 1947, Розенхайм, Бавария, Германия) — американский экономист, писатель и журналист. В настоящее время — профессор бизнес-журналистики Колумбийского университета. По отцовской линии — узбечка, по материнской — немка.

## Биография
Зульфия родилась в баварском городе Розенхайм в семье немки и узбека. Её отец, Рузи Назар в период Второй мировой войны попал в немецкий плен и вступил в Туркестанский легион Вермахта, в 1950-х годах поступил на службу в ЦРУ. В 1951 году семья Зульфии эмигрировала в США, где её имя и переделали на английский лад — Сильвия. В 1960 году вместе с родителями переехала в турецкую столицу Анкару. В 1970 году получила степень бакалавра в области литературы в Антиохийском колледже в Йеллоу-Спрингс (округ Грин, штат Огайо). В 1976 году получила степень магистра экономики в Нью-Йоркском университете.
С 1977 по 1980 годы работала в Институте экономического анализа, руководителем которого был лауреат Нобелевской премии по экономике Василий Леонтьев. В 1980-х годах начала заниматься журналистикой и литературой. В 1983 году становится штатным автором делового журнала Fortune. В 1990 году стала обозревателем новостного журнала U.S. News & World Report. С 1991 года работала экономическим корреспондентом газеты New York Times. В 1999 году покинула газету, решив сосредоточиться на преподавании и написании книг. С 2001 года первый профессор деловой журналистики (англ. John S. and James L. Knight Professor of Business Journalism) Колумбийского университета, заняв должность, проспонсированную Фондом имени Найтов, учреждённого газетными издателями, братьями Джоном С. и Джеймсом Л. Найтами.
В 1998 году Назар опубликовала биографическую книгу «Прекрасный ум. Жизнь математического гения и нобелевского лауреата Джона Нэша» (англ. A Beautiful Mind. The Life of Mathematical Genius and Nobel Laureate John Nash), посвящённую судьбе Джона Форбса Нэша-младшего, известного американского математика, лауреата Нобелевской премии по экономике 1994 года, и его супруги. В книге описаны многие аспекты жизни Нэша, как профессиональные, так и личные, в том числе его борьба с шизофренией, изучение его личности и мотивации, а также проблемы, связанные с его личными и профессиональными отношениями с тяжелым психическим заболеванием. Книга почти сразу стала бестселлером и была переведена на 30 языков. Высоко оценили её и профессионалы. В том же 1998 году книга получила Премию Национального круга книжных критиков как лучшая биография, а также была номинирована на Пулитцеровскую премию.
В 2001 году по мотивам книги режиссёром Р. Ховардом был снят фильм «Прекрасный ум» (в российском прокате — «Игры разума») с Расселом Кроу и Дженнифер Коннелли в главных ролях, в 2002 году удостоенный четырёх «Оскаров» (лучший фильм, адаптированный сценарий, режиссура, лучшая актриса второго плана) и четырёх номинаций (лучший актёр первого плана, оригинальная музыка, лучший редактор; лучший грим). В своей книге, в отличие от фильма, сценарий которого написал Акива Голдсман, Назар точнее передаёт биографию Нэша и точнее излагает основные результаты математических и экономических исследований учёного.
28 августа 2006 года опубликовала в журнале The New Yorker нашумевшую статью Manifold Destiny про российского математика Григория Перельмана и его доказательство гипотезы Пуанкаре. Эта статья удостоилась включения в сборник The Best American Science Writing 2007 года, а сама Сильвия стала редактором этого сборника 2008 года. Статья имела неоднозначную реакцию в научном сообществе, так как протагонистом Перельмана в ней был выставлен гарвардский математик Яу Шинтан. Некоторые математики выступили в защиту учёного, а сам Яу пригрозил подать в суд иск за клевету, но так и не выполнил своей угрозы.
В 2011 году Назар опубликовала свою вторую книгу, Grand Pursuit: The Story of Economic Genius, в русском переводе названную «Путь к великой цели: История одной экономической идеи». Произведение посвящено истории экономической мысли двух последних столетий. Героями книги стали известные экономисты, такие как Карл Маркс, Альфред Маршалл, Ирвинг Фишер, Йозеф Шумпетер, Джон Кейнс, Фридрих фон Хайек, Милтон Фридман и Амартия Сен. В России книга издана издательством Corpus. По мнению Назар благодаря этим и другим учёным экономика из абстрактной науки превратилась в инструмент активного преобразования мира. Книга была награждена книжной премией газеты Los Angeles Times в номинации «Наука и техника».
В марте 2013 года Назар подала иск, в котором обвинила Колумбийский университет в нецелевом использовании $4,5 млн, предоставленных фондом братьев Найт.
Сейчас Сильвия Назар выступает с лекциями и пишет третью книгу, о «советских коллаборационистах, шпионах и агентах влияния в конце Второй мировой войны».

## Семья
Замужем. Муж — Дэррил Маклеод, экономист Фордхемского университета. Трое взрослых детей, Клара, Лили и Джек. Постоянно проживает в Тарритауне, штат Нью-Йорк.

## Награды и почётные звания
- 1998 — National Book Critics Circle Award за лучшую биографию (книга A Beautiful Mind).
- 1998 — Номинация на Пулитцеровскую премию за лучшую биографию (книга A Beautiful Mind).
- 1999 — Номинация на Премию Королевского общества за лучшую научную книгу (Royal Society Prizes for Science Books) (книга A Beautiful Mind).
- 2011 — Los Angeles Times Book Prize (Science and technology) (книга Grand Pursuit: The Story of Economic Genius).

## Книги
- Сильвия Назар. Игры разума. История жизни Джона Нэша, гениального математика и лауреата Нобелевской премии = A Beautiful Mind: A Biography of John Forbes Nash, Jr., Winner of the Nobel Prize in Economics (1998). — М.: АСТ CORPUS, 2016. — ISBN 978-5-17-096158-0.

- Сильвия Назар. Путь к великой цели. История одной экономической идеи = Grand Pursuit: The Story of Economic Genius (2011). — М.: АСТ CORPUS, 2013.